# Национальный научно-исследовательский центр (Египет)
Национальный исследовательский центр (араб. المركز القومي للبحوث‎)— крупнейший египетский многодисциплинарный центр исследований и разработок, занимающийся фундаментальными и прикладными исследованиями. Основан в 1956 году. Насчитывает 4 375 сотрудников-исследователей. Структурно состоит из 14 отделов и 108 департаментов. C 2009 года его возглавляет в должности президента Ashraf H. Shaalan.
Первоначально был образован как независимая общественная организация с целью «содействовать фундаментальным и прикладным научным исследованиям, в особенности в промышленности, сельском хозяйстве, здравоохранении и других секторах национальной экономики».